# Koningin Beatrixkazerne

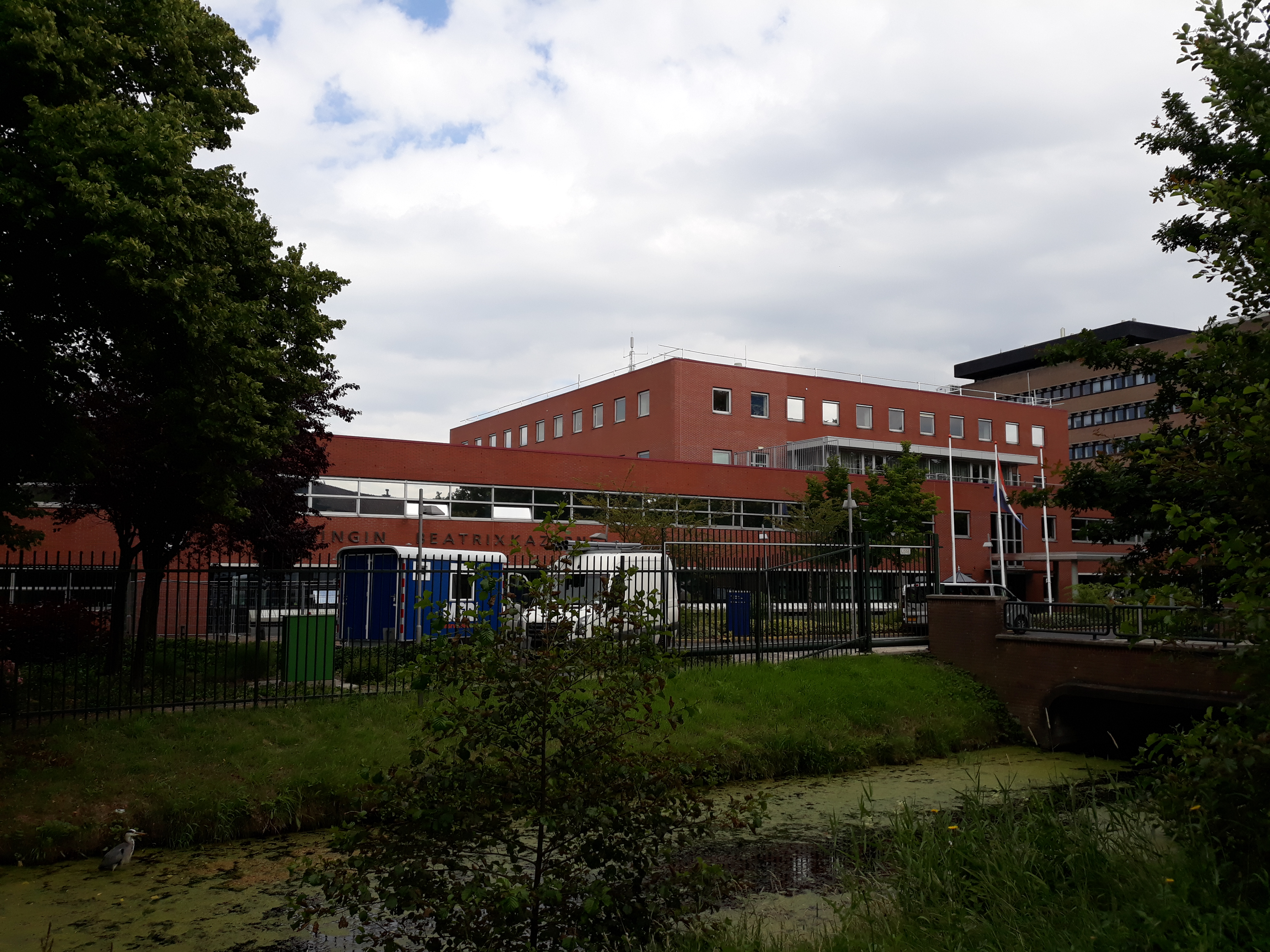
Koningin Beatrixkazerne.

De Koningin Beatrixkazerne is een kazerne aan de Van Alkemadelaan 85 in Den Haag die in 1998 in gebruik werd genomen door de Koninklijke Marechaussee. 
Eind augustus 2011 kondigde de minister van Defensie, Hans Hillen, aan dat diverse kazernes wegens bezuinigingen gesloten zouden worden. De Koningin Beatrixkazerne viel daaronder. Verwacht werd dat het pand in 2015 door de Rijksgebouwendienst zou worden verkocht. In december 2015 werd bekend dat Defensie de kazerne in gebruik houdt, in verband met de sterk toegenomen beveiligingsactiviteiten van de Marechaussee.
Tegenwoordig is het Defensie Cyber Commando (DCC) in de Koningin Beatrixkazerne gehuisvest.